# سمورچه یونیتا

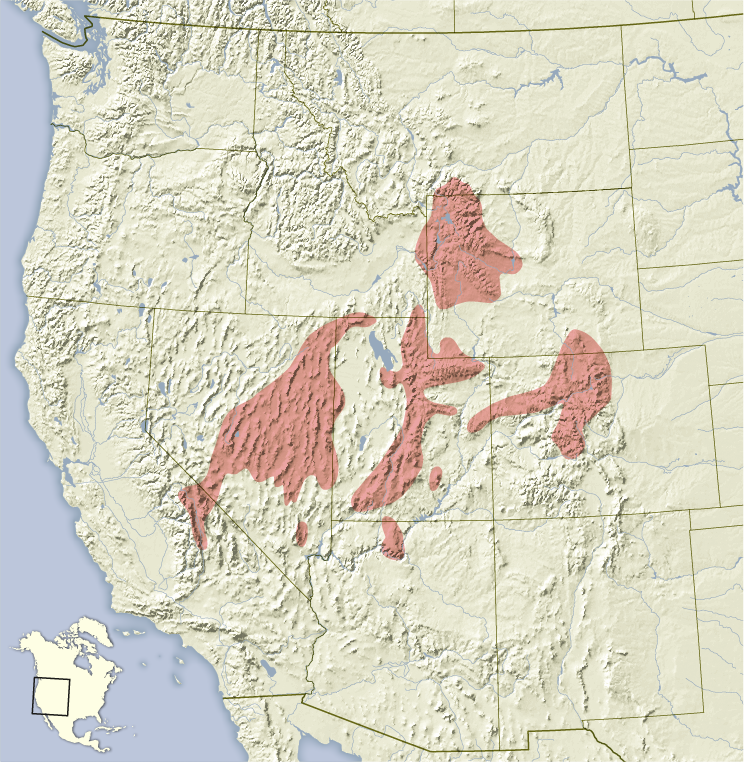

سمورچه یونیتا (نام علمی: Tamias umbrinus) نام یک گونه از سرده سمورچه است.